# Guglielmo Pepe

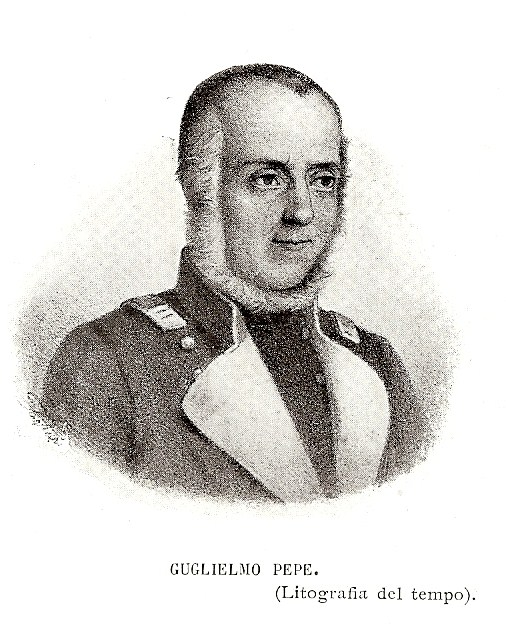
Guglielmo Pepe

Guglielmo Pepe (* 13. Februar 1783 in Squillace, Kalabrien; † 8. August 1855 in Turin) war ein neapolitanischer General.

## Leben
Guglielmo diente wie sein Bruder Florestano Pepe ab 1799 als Offizier in der Armee der Parthenopäischen Republik, die nach dem Zusammenbruch der feudalabsolutistischen Bourbonenherrschaft und dem Einzug der französischen Truppen 1799 gebildet wurde, ging dann, von den zurückkehrenden Bourbonen verbannt, zur französisch-italienischen Legion nach Dijon. Pepe kehrte mit Napoleon I. nach Italien zurück. 1800 nahm er an der Schlacht von Marengo teil, beteiligte sich an Aktionen antifranzösischer Briganten in Mittelitalien. Ein Aufstandsversuch in Kalabrien endete mit seiner Verurteilung 1801 zu lebenslangem Zuchthaus, aus dem er aber durch die Einsetzung Joseph Bonapartes als König von Neapel 1806 entkam. 1811–1813 war er Brigadekommandeur in Spanien, 1814/15 unter dem französischen Marschall Joachim Murat, stieg dann zum Generalleutnant auf. 1820/21 stand er an der Spitze der gescheiterten bürgerlichen Revolution im Königreich beider Sizilien (Neapel), war Oberkommandierender der Armee der Konstitutionalisten und ging dann nach Niederschlagung der Revolution nach Großbritannien. 
Nochmals zum Tode verurteilt, konnte er nach Neapel erst nach der 1848 erlassenen Amnestie zurückkehren, trat aber nun unverzüglich an die Spitze der von Neapel zur Bekämpfung der Österreicher nach der Lombardei entsandten Armee von 16.000 Mann. Obgleich er zurückgerufen wurde, beteiligte er sich entgegen dem königlichen Befehl 1848/49 mit 2.000 Mann am Kampf gegen den ausländischen Gegner und ging schließlich nach Venedig, bei dessen Verteidigung gegen Österreich er wesentliche Dienste leistete. Nach der Übergabe der Stadt flüchtete er 1849 auf einem französischen Schiff, um in Paris zu leben. 1851 begab er sich nach dem Machtantritt Napoleons III. nach Turin, wo er am 8. August 1855 verstarb.

## Schriften
- Relations des évènements politiques et militaires qui ont eu lieu à Naples en 1820 et 1821. London (1823)
- L’Italia militare. Paris (1836)
- Mémoires du général Guillaume Pepe 2 Bde., Paris (1847)
- Continuazione delle Memorie. 4 Bde., Turin (1850)
- Histoire de la révolution et des guerres d’Italie en 1847, 1848 et 1849. Paris (1850)